# Julián Herranz Casado
Julián Herranz Casado, né le 31 mars 1930 à Baena dans la province de Cordoue, est un cardinal espagnol de l'Église catholique romaine, président émérite du Conseil pontifical pour les textes législatifs.

## Biographie

### Jeunesse et formation
Il est originaire de Baena dans la province de Cordoue en Espagne. Il s'est joint à l'Opus Dei en 1949 après avoir entendu une théorie du complot au sujet de cette organisation.
Il est ordonné prêtre le 7 août 1955 après avoir obtenu des doctorats en médecine et en droit canonique à l'université de Barcelone, l'université de Navarre et l'Angelicum de Rome.

### Prêtre
Lors du concile Vatican II, il est assistant dans une commission d'étude sur la discipline du clergé et du peuple chrétien.
Le pape Jean-Paul II le nomme en 1983 secrétaire du Conseil pontifical pour les textes législatifs.

### Évêque
Il est nommé archevêque titulaire de Vertara (de) le 15 décembre 1990 et consacré le 6 janvier suivant, par le pape lui-même assisté des cardinaux Giovanni Battista Re et Justin Rigali.
Le 19 décembre 1994, il devient président du Conseil pontifical pour les textes législatifs.

### Cardinal
Il est créé cardinal lors du consistoire du 21 octobre 2003 avec le titre de cardinal-diacre de S. Eugenio.
Avec Juan Luis Cipriani Thorne, il est l'un des deux seuls cardinaux membres de l'Opus Dei.
Il est confirmé à son poste le 21 avril 2005 après le conclave de 2005 auquel il participe. Le pape Benoît XVI a accepté sa démission du conseil pontifical pour les textes législatifs le 15 février 2007.
Il atteint les quatre-vingts ans le 31 mars 2010, ce qui l'empêche de prendre part aux votes des conclaves de 2013 (élection de François) et de 2025 (élection de Léon XIV).
Le 12 juin 2014, il est élevé à l'ordre des cardinaux-prêtres.
Le 21 janvier 2015 il est nommé par le pape François membre suppléant de la nouvelle commission spéciale chargée du traitement des recours au sein de la congrégation pour la doctrine de la foi.